# Casino de la Vallée
Il Casino de la Vallée, noto anche come Casinò di Saint-Vincent, è una delle quattro case da gioco italiane, l'unica in Valle d'Aosta, a Saint-Vincent.

## Primi anni
Nel 1921, Élie Page, sindaco di Saint-Vincent, chiese al sottoprefetto di Aosta il permesso di aprire una roulette per i mesi estivi. Il permesso venne accordato. La roulette venne chiusa con l'entrata in guerra nel 1940.

## Dopoguerra
Nel 1945 il CLN nominò sindaco di Saint-Vincent di nuovo Élie Page, e il 6 novembre 1945 inviò una lettera al Ministero dell'Interno per richiedere l'apertura di una casa da gioco a Saint-Vincent, ma non ricevette alcuna risposta.
L'anno successivo, Federico Chabod, presidente della Valle d'Aosta, emanò il d.r. del 3 aprile 1946 che concesse l'apertura del casinò.
Il 13 maggio 1946 il Conseil de la Vallée votò favorevolmente all'apertura. Il 17 maggio venne stabilito il riparto degli utili tra la Regione ed il concessionario.
Il 29 marzo 1947 venne inaugurato il casinò, inizialmente allestito nelle sale del Grand Hotel Billia, con la partecipazione dell'orchestra del maestro Felix Cameroni: i primi clienti furono un industriale tessile biellese, un avvocato casalese e un commerciante torinese.